# 23 يناير
- السبت
- الأحد
- الاثنين
- الثلاثاء
- الأربعاء
- الخميس
- الجمعة

- 2827 جمادى الآخرة 1446  هـ
- 2928 جمادى الآخرة 1446  هـ
- 3029 جمادى الآخرة 1446  هـ
- 3130 جمادى الآخرة 1446  هـ
- 11 رجب 1446  هـ
- 22 رجب 1446  هـ
- 33 رجب 1446  هـ
- 44 رجب 1446  هـ
- 55 رجب 1446  هـ
- 66 رجب 1446  هـ
- 77 رجب 1446  هـ
- 88 رجب 1446  هـ
- 99 رجب 1446  هـ
- 1010 رجب 1446  هـ
- 1111 رجب 1446  هـ
- 1212 رجب 1446  هـ
- 1313 رجب 1446  هـ
- 1414 رجب 1446  هـ
- 1515 رجب 1446  هـ
- 1616 رجب 1446  هـ
- 1717 رجب 1446  هـ
- 1818 رجب 1446  هـ
- 1919 رجب 1446  هـ
- 2020 رجب 1446  هـ
- 2121 رجب 1446  هـ
- 2222 رجب 1446  هـ
- 2323 رجب 1446  هـ
- 2424 رجب 1446  هـ
- 2525 رجب 1446  هـ
- 2626 رجب 1446  هـ
- 2727 رجب 1446  هـ
- 2828 رجب 1446  هـ
- 2929 رجب 1446  هـ
- 3030 رجب 1446  هـ
- 311 شعبان 1446  هـ

23 يناير أو 23 كانون الثاني أو يوم 23\1 (اليوم الثالث والعشرون من الشهر الأوَّل) هو اليوم الثالث والعشرون (23) من السنة وفقًا للتقويم الميلادي الغربي (الغريغوري). يبقى بعده 342 يومًا لانتهاء السنة، أو 343 يومًا في السنوات الكبيسة.

## أحداث
- 971 - فيلق من الفيلة الحربية في الصين تُهزم في مملكة شمال هان الصينية من قبل قوات أسرة سونغ الحاكمة بواسطة القوس المستعرض.
- 393 - الإمبراطور الروماني ثيودوسيوس الأول ينصب ابنه ذا التسع سنوات هونوريوس امبراطوراً مشاركاً.
- 1368 - جو يوانجانغ يرتقي عرش الصين تحت اسم الإمبراطور هونغ وو، مبتدئاً حكم أسرة مينغ للصين.
- 1517 - الجيش العثماني بقيادة السلطان سليم الأول يهزم جيش المماليك بقيادة طومان باي بمعركة الريدانية قرب القاهرة وذلك بعد مقاومة عنيفة استمرت عدة أيام.
- 1556 - زلزال شانشي يضرب الصين مخلفًا أكبر عدد من الخسائر البشرية في التاريخ والتي قدرت بحوالي 830000 قتيل، وهو أحد أكثر زلازل العالم دمارًا.
- 1579 - اتحاد اوترخت يشكل جمهورية بروتستانتية في هولندا.
- 1650 - جلاء البرتغاليين عن عُمان.
- 1656 - بليز باسكال ينشر أولى الرسائل الإقليمية.
- 1719 - إمارة ليختنشتاين تُنشأ داخل الإمبراطورية الرومانية المقدسة.
- 1793 - روسيا وبروسيا تقتسمان بولندا.
- 1845 - استسلام الأمير عبد القادر الجزائري لقوات الاحتلال الفرنسي.
- 1899 - حاكم الكويت الشيخ مبارك الصباح يوقع معاهدة حماية مع المملكة المتحدة (ألغيت في 19 يونيو 1961).
- 1913 - مجموعة من أعضاء الاتحاد والترقي يقتحمون الباب العالي مقر الصدارة العظمى العثمانية، ويرغمون السلطان العثماني محمد رشاد على تعيين محمود شوكت باشا صدرًا أعظمًا وناظرًا للداخلية.
- 1920 - هولندا ترفض تسليم قيصر ألمانيا السابق فيلهلم الثاني للحلفاء بعد الحرب العالمية الأولى.
- 1943 - القوات البريطانية تستولي على طرابلس في ليبيا وذلك أثناء الحرب العالمية الثانية.
- 1950 - الكنيست يعلن للمرة الثانية ان القدس هي عاصمة إسرائيل وواصل نقل الدوائر الحكومية إليها.
- 1963 - اختفاء أحد كبار مسؤولي الاستخبارات البريطانية مي- 5 كيم فيلبي فجأة في بيروت، والذي تبين أنه جاسوس للسوفييت فيما بعد.
- 1969 - القاهرة تحتفل بألفيتها واعتبر افتتاح أول معرض للكتاب الدولي بداية الاحتفال بالألفية.
- 1973 - الرئيس الأمريكي ريتشارد نيكسون يعلن التوصل إلى اتفاق ينهي حرب فيتنام.
- 1997 - الرئيس الأمريكي بيل كلينتون يعين مادلين أولبرايت وزيرة للخارجية في مطلع ولايته الرئاسية الثانية خلفاً لوارن كريستوفر.
- 2007 - المعارضة اللبنانية تغلق الطرق المؤدية للعاصمة بيروت ومطار رفيق الحريري الدولي للضغط على الحكومة كي تستقيل، وأدى هذا الإغلاق إلى مواجهات بالشارع بين مناصري الطرفين أدت إلى سقوط عدد من الضحايا.
- 2012 - افتتاح أولى جلسات مجلس الشعب المصري بعد ثورة 25 يناير، وفيها تم انتخاب محمد سعد الكتاتني رئيسًا للمجلس ليكون أول من يتولى هذا المنصب من المنتمين للإخوان المسلمين.
- 2015
  - وفاة الملك السعودي عبد الله بن عبد العزيز آل سعود.
  - مبايعة الأمير سلمان بن عبد العزيز آل سعود ملكاً للمملكة العربية السعودية والأمير مقرن بن عبد العزيز آل سعود ولياً للعهد والأمير محمد بن نايف بن عبد العزيز آل سعود ولياً لولي العهد.
- 2021 - مظاهرات واحتجاجات في عدة مدن روسية بسبب القبض على المُعارض أليكسي نافالني.
- 2022 - وقوع انقلاب عسكري في بوركينا فاسو واعتقال الرئيس روش مارك كريستيان كابوري ورئيس البرلمان وأعضاء الحكومة وتعطيل العمل بالدستور.

## مواليد
- 1832 - إدوار مانيه، رسام فرنسي.
- 1840 - إرنست كارل آب، عالم فيزياء ألماني.
- 1862 - ديفيد هيلبرت، عالم رياضيات ألماني.
- 1872 - بول لانجفان، عالم فيزياء فرنسي.
- 1876 -
  - أوتو ديلس، عالم كيمياء ألماني حاصل على جائزة نوبل في الكيمياء عام 1950.
  - محمد طاهر السماوي، فقيه ومؤرخ أدبي وشاعر عراقي.
- 1891 - أنطونيو غرامشي، فيلسوف إيطالي.
- 1893 - عزيز عثمان، ممثل مصري.
- 1907 - يوكاوا هيديكي، عالم فيزياء ياباني حاصل على جائزة نوبل في الفيزياء عام 1949.
- 1915 - آرثر لويس، اقتصادي بريطاني حاصل على جائزة نوبل في العلوم الاقتصادية عام 1979.
- 1918 - جرترود إليون عالمة كيمياء حيوية وأدوية أمريكية، حصلت على جائزة نوبل في الطب سنة 1988
- 1919 - بوب بيزلي، لاعب ومدرب كرة قدم إنجليزي.
- 1929 - جون تشارلس بولانيي، عالم كيمياء كندي حاصل على جائزة نوبل في الكيمياء عام 1986.
- 1931 - بيتي جرين، إعلامي وممثل أمريكي
- 1938 - سعيد عبد الغني، ممثل مصري.
- 1944 - راتغر هاور، ممثل هولندي.
- 1946 - أرلوندو أليمان، رئيس نيكاراغوا.
- 1947 - ميجاواتي سوكارنوبوتري، رئيسة إندونيسيا.
- 1949 - أحمد راتب، ممثل مصري.
- 1954 - عايدة رياض، ممثلة مصرية.
- 1955 - صباح الجزائري، ممثلة سورية.
- 1964 - بارات جاغديو، رئيس غيانا.
- 1969 - أندري كانتشيلكيس، لاعب كرة قدم روسي.
- 1972 - إوين بريمنر، ممثل اسكتلندي.
- 1984 - أرين روبين، لاعب كرة قدم هولندي.
- 1985 - دونغ فانغزهو، لاعب كرة قدم صيني.
- 1986 - ستيفن تايلور، لاعب كرة قدم إنجليزي.
- 1987 - عبدالله المعيوف، لاعب كرة قدم سعودي.
- 1990 - ريم أحمد، ممثلة مصرية.
- 1997 - رمضان صبحي، لاعب كرة قدم مصري.
- 1998 -
  - شاهندة، ممثلة عراقية.
  - إكس إكس إكس تنتاسيون، مغني راب أمريكي.

## وفيات
- 1199 - أبو يوسف يعقوب المنصور، خليفة موحدي.
- 1622 - وليام بافين، مستكشف إنجليزي.
- 1806 - ويليام بيت الأصغر، رئيس وزراء المملكة المتحدة.
- 1810 - جون فيلهلم رايتر، عالم كيمياء ألماني.
- 1939 - سلامة حسن الراضي، صوفي مصري.
- 1944 - إدفارت مونك، رسام نرويجي.
- 1954 - عادل أرسلان، وزير دفاع سوري أسبق، وأديب ومجاهد ضد الانتداب الفرنسي على سوريا.
- 1963 - جوزيف غوسلاوسكي، نحات بولندي.
- 1979 - باقر آل عصفور، فقيه وقاضي بحريني.
- 1980 - شفيق جبري، شاعر سوري.
- 1984 - معين بسيسو، شاعر فلسطيني.
- 1989 - سلفادور دالي، رسام إسباني.
- 1996 - فاطمة رشدي، ممثلة مصرية.
- 2006 - إدمون نعيم، سياسي ورجل قانون لبناني.
- 2015 - عبد الله بن عبد العزيز آل سعود، سادس ملوك السعودية.
- 2018 - محمد المفرح، ممثل سعودي.
- 2021 - لاري كينغ، مذيع أمريكي.

## أعياد ومناسبات
- يوم البريد الإلكتروني في اليابان.
- يوم القضاء العراقي في العراق.

## وصلات خارجية
- وكالة الأنباء القطريَّة: حدث في مثل هذا اليوم.
- النيويورك تايمز: حدث في مثل هذا اليوم.
- BBC: حدث في مثل هذا اليوم.